# Мовно-культурний регіон Східної України

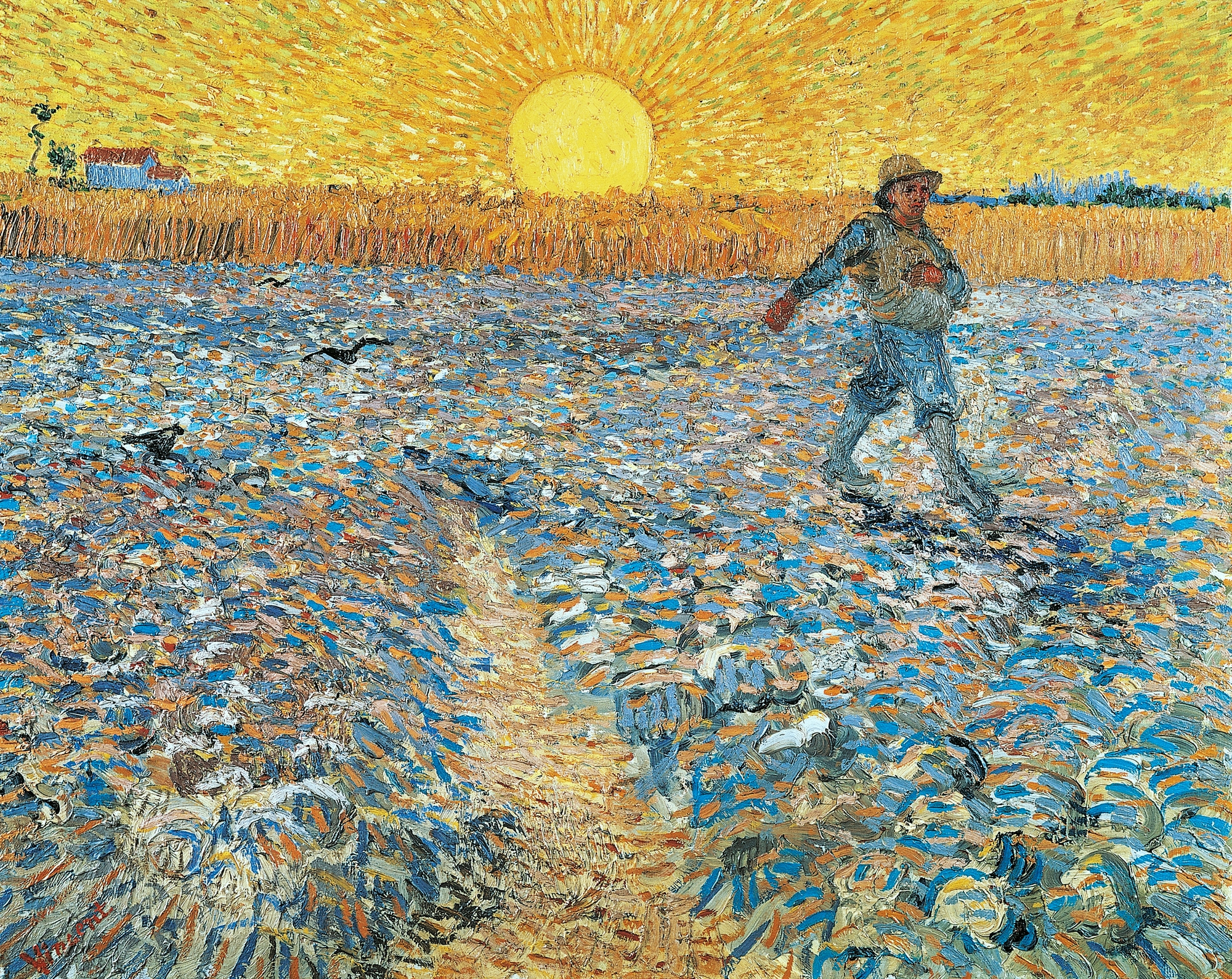

Мо́вно-культу́рний регіон Схі́дної Украї́ни. Східна Україна і Донецький край є історично українським регіоном, це частина території Запорозької Січі, зокрема Донеччина — Кальміуської паланки. Цей регіон заселяли і освоювали різні етноси, серед яких українці у XVIII ст. становили 73,8 % (на Донеччині 61,3 %), росіяни — 12,2 % (20,5 %), молдовани і румуни — 6,2 % (2,5 %), греки — 3,7 % (7,3 %), вірмени 2,6 % (6,1 %).

## Витоки, потенціал та виклики
Попри українську домінанту Донецький край був дещо більш етнічно строкатим, ніж вся Південно-Східна Україна ще 250 років тому. У XIX—XX ст. залюднення регіону протікало виходячи із його промислового значення. На шахти Донбасу вербували людей з усієї Росії, а потім Радянського Союзу. Сюди їхали на заробітки і на поселення після відбування строків ув'язнення. Внаслідок цього в краї витворився своєрідний склад населення, де переважали заробітчани і переселенці. На Луганщині у 1941 р. проживало 2 млн, а на Донеччині — 3,4 млн чол. Плинність населення в подальші (воєнні і повоєнні) роки просто вражає. У 1943 р. на Луганщині залишилося 0,7 млн чол., на Донеччині — 1,6 млн чол. Керовані зовнішні міграції (мобілізації, депортації тощо) у 1952–59 роки в Луганську і Сталінську (нині Донецьку) області становили понад 4,6 млн чол. За цей же час з регіону вибуло (втекло від незвично важких умов праці і життя) 3,6 млн чол.. Така «сепарація» залишала на Донбасі тільки людей, спроможних витримувати специфічно важкі умови, а також тих, кого примусили тут жити і працювати.
Дуже показово з нашим аналізом корелюють дані ООН. За індексом людського розвитку (ІЛР) Луганська та Донецька області стабільно займають в Україні останні місця — 26–27. І це попри те, що за розвитком ринку праці, матеріальним добробутом, фінансуванням людського розвитку Донеччина стоїть на 4.–9. місці в Україні (1999—2001 рр.). Такий «багаж» не сприяє державотворчому процесу.

### Наслідки
1. Східна Україна і Донбас як її головна частина, сьогодні слабко інтегрована в загальноукраїнські процеси, розмовляє переважно російською, слухає і дивиться переважно російські та місцеві канали, читає російські та місцеві газети, має своїх місцевих лідерів, визнає російських і радянських героїв та авторитетів і не демонструє потреби міняти такий стан речей.
2. Східна Україна, зокрема Донбас, має свою систему цінностей, яка не збігається з системою цінностей Заходу і Центру і відрізняється прагматизмом та практичністю. Водночас етнічні, релігійні, культурницькі мотивації суттєво не впливають на електоральний вибір.
3. Попри порівняно велику кількість громадських організацій на Донбасі вони заполітизовані і не створюють консолідованого громадського руху, який би був опорою сучасному процесу державотворення. Мало того, частина громадських рухів підтримують євразійські пріоритети, часті явища псевдогромадських об'єднань, які створюються «під вибори».
4. Політичні партії на Сході України і особливо на Донбасі мають яскраво виражений патронажний характер, «ідеологічні» та «харизматичні» партії на Сході України не знаходять суттєвої підтримки.
5. Попри високий економічний потенціал регіону Донбасу, де створюється 25 % ВВП України, економіка його є у вищій мірі проблемною для держави внаслідок: кланового характеру і сепаратистських настроїв продемонстрованих на виборах-2004; індустріального і переважно застаріло-технологічного наповнення старопромислового Донбасу; кризи вугільної галузі, зокрема неліквідності ряду вугільних шахт, які водночас є містотворчими підприємствами. Їх закриття може спричинити соціальний вибух і сприяти подальшій криміналізації регіону.
6. Історично сформовані установки мешканців регіону Донбасу не є антиукраїнськими та антидержавними, але створення суттєво відокремленого інформаційного простору, цілеспрямований вплив на населення, прийнятність для більшості населення патронажного характеру голосування може призвести до небажаних ситуативних волевиявлень як на виборах Президента, депутатів всіх рівнів, так і під час референдумів.
7. Індиферентність населення Донбасу до ідеологічних, мовних, релігійних, культурних проблем залишає добрі шанси для корекції його ціннісних установок, — як в плані «творення українців», так і інших етномовних, релігійних та інш. спільнот.
8. Змінити систему цінностей людності регіону можна тільки на основі ліквідації кланово-олігархічної системи економіки, частинної зміни роду занять населення, підвищення культури виробничих процесів в індустріальній сфері, люстрації недоброчесних урядовців та правоохоронців з одночасною тривалою багаторічною комплексною правовою, освітньою, культурологічною, духовною та ін. роботою і насамперед серед молоді.
9. Схід України в інтегративних процесах сучасного державотворення займає центральне, вирішальне місце. По суті сам державницький «Український проєкт» буде успішним або не успішним у сучасних вимірах в залежності від того, як скоро і як глибоко Схід, зокрема Донбас, буде інтегрований в державотворчі процеси.

Попри всю важливість Сходу України для загальних державотворчих процесів, системних державних чи недержавних проєктів, планів, концепцій інтеграції Донеччини в ці процеси немає. У цих умовах доля Сходу України, Донбасу, як і масштабів та конфігурації всього «Українського проєкту» не є остаточно визначеною.

## Мовно-культурні регіони України

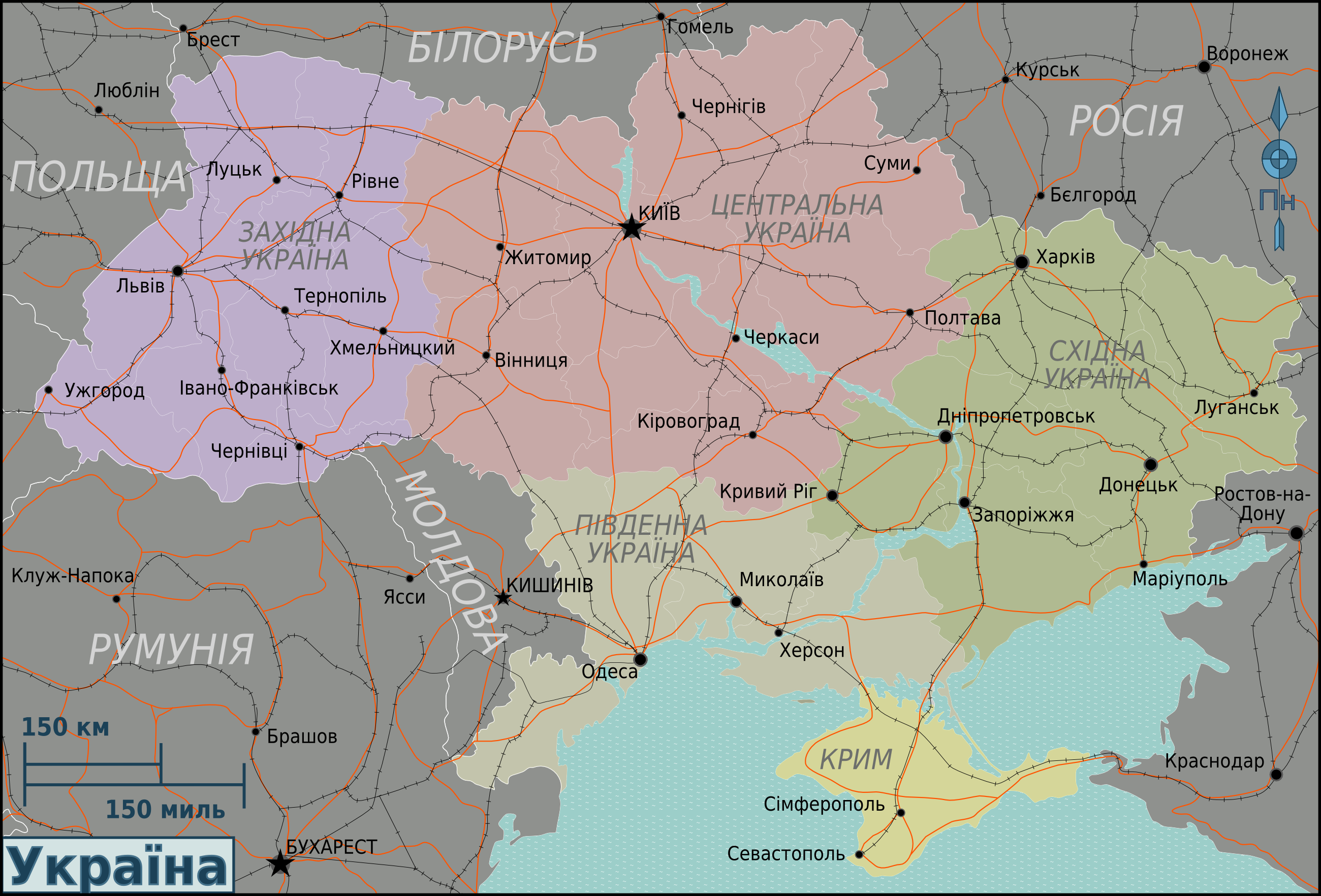

В Україні існує декілька мовно-культурних регіонів:
- переважно україномовний Захід (Волинська, Рівненська, Хмельницька, Львівська, Івано-Франківська, Тернопільська, Закарпатська і Чернівецька області).
- переважно російськомовний Схід (Харківська, Донецька і Луганська області) та Південь (Одеська, Миколаївська, Херсонська, Запорізька області й АР Крим). Так у місті Донецьку, де за останнім переписом проживає 493 тисячі росіян і 478 тисяч українців (разом 96 % від 1 025 тисяч городян), мову своєї національності визнало рідною 99,3 % росіян і лише 23 % українців, тоді як українську (мову українського громадянства) назвало рідною тільки 0,7 % росіян, а російську — 76,9 % українців.
- двомовний Центр: захід центру (Житомирська, Вінницька, Кіровоградська, Черкаська, Київська області і м. Київ), схід центру (Дніпропетровська, Полтавська, Сумська і Чернігівська області).

Сфера вживання української мови нестабільна — після розширення на початку 1990-х років зараз вона скорочується, і, відповідно, зменшуються потенційні інтеграційні можливості української мови. Якщо у 1989 р. в УРСР україномовними були 55-57 % то за даними Київського міжнародного інституту соціології вже у 1994 р. україномовні становили 44-47 %, російськомовні — 53-56 %.
Мовний контраст Схід–Захід в Україні суттєвий. Так, за даними, які наводить директор Центру соціальних та політичних досліджень «Соціс» Наталія Погоріла, українську мову як зручну називають 2,64 % респондентів Донеччини та 2,82 % Луганщини проти 92-99 % на Заході України і 16-19 % у Харкові та Києві. Нижчий процент маємо тільки у Криму — 1,39 %.
Святослав Семенюк
Святослав Семенюк

## Питання ідентичності

### Релігійні організації на Донеччині
Попри строкату релігійну картину — у області діє 49 конфесійних напрямків, майже 96 % всіх релігійних організацій складають християнські конфесії. Особливість же Донеччини навіть не в тому, що переважає УПЦ МП (35 %) проти УПЦ КП (4–5 %) а, по-перше, в активності протестантських напрямків (вони охоплюють до 55–57 % організацій, тоді як в Україні — до 30–32 %), по-друге, у невідповідному з етнічним складом населення зростанні авторитету і активності мусульманських та юдейських громад (на 1.01.2005 на Донеччині діють 19 мусульманських організацій включно з єдиною в Україні медресе і 18 юдейських), по-третє, у тому, що за опитуваннями священнослужителі впливають на політичний вибір всього 2-3 % прихожан. Все це свідчить про відсутність чіткого і стабільного релігійного обличчя у регіону, невеликий вплив церкви на світське життя, що цілком вкладається у ментальний портрет донеччан, змальований вище.
Отже, система цінностей мешканців Східної України, зокрема Донбасу, дуже суттєво відрізняється від системи цінностей Заходу і Центру України. На Сході люди мислять і діють не з міркувань етнічних, релігійних, культурницьких потреб, а швидше утилітарно практичних, прагматично-ситуативних. Добре це чи погано для процесу державотворення? І добре, і погано. На сьогодні швидше добре, бо різні інтереси Сходу і Заходу залишають можливість для компромісу, виключають жорсткі протистояння Схід-Захід. А погано в перспективі, бо регіон з людністю без чітких ідейних, релігійних переконань, культурних і мовних традицій, але з потужною економікою не має шансів на роль «локомотива» державотворення. Його ж роль в культурно-гуманітарній, мовній, духовній сфері — пасивного спостерігача, почасти — «розмивача» ціннісних орієнтирів інших регіонів.

### Національно-культурна ідентифікація
За В. Хмельком, етнічна структура дорослої людності в Україні станом на початок XXI століття (2001—2003 роки) у відсотках така: 62,9 — щирі українці, 22,5 — українсько-російські біетнори, 10,0 — щирі росіяни, 4,6 — інші. Дві третини біетнорів за одноетнічним самовизначенням — українці (кожний п'ятий із загальної кількості українців), одна третина біетнорів — росіяни (двоє з кожних держкомстатівських п'ятьох).

### Ментальний портрет мешканця Донбасу. Ціннісні характеристики населення
Основні галузі регіону Донбасу — металургійна, гірнича, хімічна і важке машинобудування характеризуються аномально підвищеним травматизмом. За рівнем небезпеки вибухів рудникового газу і пилу, викидів вугілля і газу, рудникових пожеж Донбас є чи не найнебезпечнішим у світі, кількість загиблих на шахтах на рік — 250—350 чол. по регіону. Екологічне забруднення за рядом показників перевищує гранично допустимі концентрації (ГПК) від декількох до десятків разів. Додамо сюди ще й голодування та репресії, які не оминули регіон у радянські часи. В цих умовах стрес був і є постійним станом людей. Саме стрес, за класичними уявленнями, стає відправним пунктом переоцінки цінностей особистості. Особистість «перемелюється» постійним стресом, ціннісні установки спрощуються, залишаються тільки базисні — самозбереження, матеріальне забезпечення і продовження роду. Правляча партія протягом десятиліть культивувала псевдоцінності або викривлювала систему цінностей — притлумлюючи (а то й вилучаючи) одні і гіперболізуючи інші — стаханівський рух, соціалістичне змагання, героїв праці, трудові династії тощо. Всі інші запити виводилися на другий-третій план. Особистість в цих умовах стає космополітичною, нівелюється відчуття культурної або(та) політичної спільноти, не важливими стають національна ідея, рідна мова, батьківська віра тощо. Характер людини стає жорстким, мова спрощеною, сленговою (інколи її зовсім заміняє брудна говірка), але готовність до захисту базисних (останніх!) цінностей — високою. Не у сфері своїх особистих базисних цінностей на таких людей дуже легко діяти адмінресурсом. Дослідники припускають, що це — ментальний портрет Донбасу.
Водночас на Донбасі народився і зріс геній В.Сосюри, В.Стуса, звідси родом І.Дзюба, М.Шаповал, М.Руденко.
Відзначена ментальна специфіка донбасівців віддзеркалюється в ряді характеристик регіону. Візьмімо, наприклад, інфраструктуру культурних закладів Донеччини (4841,1 тис. осіб за переписом 2001 р.) у порівнянні зі Львівщиною (2626,5 тис. осіб). На Донеччині вона значно бідніша:
|                            | Донеччина | Львівщина |
| -------------------------- | --------- | --------- |
| Театри:                    | 5         | 10        |
| Книжковий фонд на 100 осіб | 1011      | 1432      |

Відвідування населенням закладів культури та мистецтва у середньому на рік: Львівщина — 16 разів (на 100 осіб), Донеччина — 9. Попри розгалужену мережу вищих навчальних закладів на Донбасі (Донеччина за їх кількістю займає 3-є місце в країні після Києва та Харкова), середній освітній рівень донбасівців на початку XXI ст. один з найнижчих в Україні — на Донеччині 19-25 місце, на Луганщині — 24-27 місце.

## Інформаційний простір
Інформаційний простір Сходу України — це річ, яка давно не контролюється Києвом. Найкращими на Донбасі вважають московські телеканали, потім іде ТРК «Україна», потім — «Інтер». «Ері» та «5-у каналу» не довіряють, їх мало хто знає і не прагне знати взагалі. За даними картина симпатій донеччан у ЗМІ така: перевагу місцевому ТВ надають 33,7 %, «Інтеру» — 22,3 %, місцевим газетам — 80,2 %. Це, до речі, класика — скрізь місцеві газети і телебачення читають і дивляться більше. Але в даному випадку, схоже, що не тільки регіон не зацікавлений у інформації з Центру, але й Центр не вміщує у своїх ЗМІ інформацію, яка б цікавила регіон.

### Регіональні ЗМІ Донеччини
Станом на 01.01.2005 в області зареєстровано 990 періодичних видань, з яких тільки 18 видаються виключно українською мовою, у тому числі тільки одна обласна газета «Донеччина» з мізерним накладом у 20-25 тис. примірників на місяць, 69 газет і журналів видаються українською та російською, а решта 903 — практично російською. В інформаційному просторі Донецької області працюють 136 телерадіоорганізацій. З них — 38 телерадіокомпаній і 18 радіоорганізацій ефірного мовлення, 67 — телерадіокомпанії кабельного мовлення і 13 — радіоорганізації дротового мовлення, що діють згідно з ліцензіями Національної Ради України з питань телебачення і радіомовлення. Телерадіоорганізації, використовують у своєму ефірі в середньому 45 % державної мови і 55 % — російської, крім обласної державної телерадіокомпанії, яка веде програми у такому співвідношенні мов: українською — 65 %, російською — 35 %. Про тематичну наповненість передач місцевих телерадіокомпаній український глядач поінформований добре на прикладі ТРК «Україна», ОДТРК «Регіон», КРТ тощо. Назвати їх українськими можна тільки з відомою часткою гумору. Саме ЗМІ регіону Донбасу суттєво винні у підігріванні сепаратистських настроїв на минулих президентських виборах — про це багато говорилося ще в січні-лютому цього року. Про їх державотворчу місію не йдеться. Схоже, що нова влада діє ліберально і дає шанс місцевим ЗМІ «виправитися».
У 1992—1997 рр. зусиллями громадських активістів, зокрема, журналістів і науковців, в регіоні виходила масова газета «Східний часопис»

## Освіта

### Мова освіти Донеччини
Разом з тим, у 2004—2005 навчальному році статус україномовного на Донеччині мали: 661 заклад дошкільного виховання (що становить 56,7 %); 612 шкіл, що становить 53,4 % (у 1991 було 100 малих сільських шкіл), державною мовою навчаються 26 % тобто 113750 учнів (у 1991 р. було всього 3 %); 13 професійно-технічних училищ (11 % по Донеччині). Державною мовою навчаються 32,1 % і 2,5 % учнів системи професійно-технічної підготовки. Це за офіційними даними. Але така кількісна картина не переростає у якісні зміни внаслідок відсутності мовного оточення, відсутності як чіткої державної мовної політики, так і волі керівників на місцях.
У 2010—2011 навчальному році з 1143 закладів дошкільного виховання Донецької області статус україномовних мали 822, що від загальної кількості закладів складає 72,8 %, в яких виховувалося 72,7 % дітей від їх загальної кількості.
Мережа україномовних загальноосвітніх закладів Донецької області у 2010—2011 навчальному році складала
750 шкіл (68,2 % від загальної кількості) (1099), в яких навчалося державною мовою 147570 учнів, тобто 43,3 % від їх загальної кількості (340667).
Кількість закладів професійно-технічної освіти Донецької області у 2010—2011 навчальному році зі статусом
україномовних становило 100 (96,1 %).
В Донецькій області станом на 2011 р. функціонувало 113 вищих навчальних закладів всіх рівнів
акредитації та різних форм власності: з них вищих навчальних закладів
І — ІІ рівнів акредитації налічується 81 заклад, а III—IV рівнів акредитації — 32. Загальна кількість студентів вищих навчальних закладів всіх рівнів акредитації та різних форм власності складала 195,3 тис. осіб. З 44326 студентів ВНЗ І — ІІ рівнів акредитації українською мовою навчання було охоплено 26152 особи (59 % від загальної кількості студентів), а з 151035 студентів ВНЗ III—IV рівнів акредитації — 85335 осіб, що складало 56,5 % від загального числа студентів цієї категорії.

## Громадянське суспільство
Безперечно, громадянське суспільство є «лакмусовим папірцем» сучасного державотворення. Визначаючи громадянське суспільство як «цілісну сферу громадянського життя суспільства, що є відносно самостійною від державних інституцій і механізму державної влади» і підкреслюючи те, що саме воно є особливо важливим чинником підтримки демократії і свободи у суспільстві, ми зупинимося на його важливих елементах — громадських організаціях, партіях та рухах.
За загальною кількістю організацій Донеччина (на 2003 рік в області діяло 4053 громадських організацій та рухів і 3170 первинних партійних організацій) не тільки не поступається іншим, але, крім Києва і Львова, навіть перевищує інші регіони. Натомість їх «якісна» картина на Донбасі дуже строката. Неурядові неприбуткові організації (ННО) часто дуже заполітизовані, їх основні політичні вектори чітко відповідають настроям у суспільстві. І хоча про повалення Української держави у своєму Статуті ніхто не пише, але євразійські пріоритети, російська мова як друга державна чи офіційна, «слов'янська єдність», і т.і., що зовсім недавно «раптом» матеріалізувалося на виборах Президента України в сепаратистські гасла в Сіверодонецьку, можна зустріти у ряді випадків. Ще одна особливість Східної України — виникнення в останні роки псевдо-громадських об'єднань, які створюються «під вибори», часто просто «за виробничим» принципом. Загалом же в «третьому секторі» Донбасу останні роки, образно кажучи, переважали біло-голубі кольори — «помаранчеві» себе не афішували.
В царині політичних партій ситуація така ж сама, якщо не гірша, хоча представницькі функції ряд функціонерів від «помаранчевих» на виборах сяк-так виконували (хоча їх і не було чути в регіоні). А ефективність їх була така, що перефразовуючи лідера кримських татар Мустафу Джимілєва, який говорив, звичайно, про Крим, треба сказати про Донеччину: «Якби не було штабу „Нашої України“ в Донецьку, за Ющенка на Донеччині проголосувало б більше людей». Сьогодні нові «помаранчеві» — вчорашні «заробітчани» на ниві різних виборчих кампаній. Про «ідеологічні» або хоча б «харизматичні» партії на Сході України не йдеться. Вони є тільки в Центрі і на Заході. На Сході партії «патронажні», тобто такі які діють за принципом: «я — тобі, ти — мені», наприклад, «я тобі роботу (зарплату, пенсію, пакет продуктів, 20 гривень тощо), ти мені — голос на виборах». Аполітичність східняків ще раз довів факт «переходу» голосів виборців, які ще вчора збирали тут комуністи (тому й регіон називали «червоним поясом»), до здавалося б ворогів комуністів — сьогоднішніх буржуїв. Показово, що спроба заполітизувати донецького виборця з боку проросійських сил теж була невдалою. На останніх парламентських виборах до Верховної Ради «Русский блок» отримав у регіоні 0,51 %, а партія «ЗУБР» з подібною програмою — 0,45 %. Цим прагматичні донеччани продемонстрували свою прохолодність до проблем будь-якої мови на Донеччини. Їм значно важливіше інше — соціальні виплати, матеріальний добробут.
Виходячи з таких реалій громадсько-політичний сектор Донбасу не є інтеграційним чинником і найближчим часом навряд чи таким стане. Хоча спрямованість донеччан на вирішення саме матеріальних проблем болить всім в Україні (для багатьох — за умови, якщо це не за рахунок мови, культури, державного суверенітету і т. д.) і безперечно має інтегративний потенціал від Сходу до Заходу і від Півдня до Півночі країни (як тут не згадати В.Винниченка, який ще на початку XX ст. говорив про необхідність поєднувати націонал-демократичні та економічні гасла і програми).
«Патронажність» — сьогоднішня риса партій і електорату в регіоні. У перехідній фазі — на самих початках «оксамитової революції» 1989—1991 рр. в діях її фігурантів, — шахтарських страйкомів, новонароджених громадсько-політичних організацій і рухів, — було значно більше пасіонарності, паростки якої, на жаль, були витоптані, і не без участі спершу Центру, а потім — завдяки цинізму олігархів і політиків.
Першою масовою і дуже потужною, як на 1989-й — початок 1990-х рр. громадсько-політичною організацією Донеччини було Донецьке обласне Товариство української мови імені Т. Г. Шевченка (1500 фіксованих членів, близько 65 осередків у всіх містах області, 3-річне існування щотижневого «Дискусійного клубу» в Донецьку, заснування газети «Східний часопис», яка виходила ряд років масовим накладом 10 тис.). Але реалії перших років «оксамитової революції», коли масове рушення вже в перші два роки (1989—1990) дало 450 тис. членів Всеукраїнського ТУМ, напевно декого налякало… Зрозумівши безперспективність усіляких «наїздів» та ТУМ ззовні, Товариство «завалили» зсередини. 12 жовтня 1991 р. ТУМ перейменували на «Просвіту» і змінили Статут. Ось одна з численних реакцій на ті події — голови шанованого в країні осередку ТУМ Київського університету ім. Шевченка п. Віталія Радчука, видрукувана не на «гарячу голову», а вже аж у 1998 р.: «Щоб знищити могутню спілку однодумців — не треба її переслідувати (крий Боже освітити їй шлях ореолом великомучениці). Досить її очолити, розкрасти зсередини…підсадивши амбітного крикуна-пройдисвіта, щоб відлякував своєю мораллю одних і принаджував інших, а найкраще — підмінити їй і відібрати в неї святу ідею». Хоч і дещо емоційно, але на загал правильно. Залишається й до сьогодні без відповіді питання — «А де ж були шановані засновники Товариства, відомі на всю країну і світ поети і політики?». Констатуємо, що дійсно ідею відібрали, бо у Статуті «Просвіти» (якої славної колись — але в інші часи — часи підневільні, коли Україна була під Польщею, під Росією), вже не було першим пунктом записано як у ТУМ «утвердження української мови у всіх ділянках державного й суспільного життя» (подібний пункт перенесений десь далі), метою ж нової «Просвіти» (як, до речі, і старої) перш за все заявили «поширення знань серед населення». На всіх цих моментах я зупиняюся так докладно лише тому, що вони, як показав майбутній хід подій, і можливо на Донбасі ще не раз покаже, виявилися надзвичайно важливими. «Просвітяни» і «тумівці», на яких поділили ТУМ у Києві у далекому 1991-у, вже не були тією потужною силою, як раніше. Особливо постраждала Східна і Південна Україна. Тут, де мовне питання таке делікатне, було підірвано перші паростки національно орієнтованого громадянського суспільства. Потужну народну ініціативу знизу загасили зверху. Інший шанс було втрачено у 1996-у, коли керівництво Руху фактично відхилило пропозицію зі Сходу докорінно реорганізувати партію, надавши якісно нового — вищого — значення соціально-економічним питанням і змінити кадрову політику щодо керівництва (надавати перевагу не «особисто відданим» — «фахівцям-патріотам»). Така реорганізація Руху просто рятувала організацію, яка скочувалася до кризового стану, давала їй шанс на нове життя. Особливі можливості з'являлися у Сходу і Півдня — новий Рух з фахівцями на чолі і з соціально-економічними пріоритетами (поряд, звичайно, зі старими національно-демократичними) незаперечно мав би успіх і свій електорат у Східній і Південній Україні. Тільки за нових лідерів і нових програмних настанов очікувався ренесанс Руху. Але шанс було втрачено.
Ще одна характерна риса громадських організацій Сходу з державницькими пріоритетами — їх нескоординованість, фінансова і кадрова бідність і майже повна автономність в роботі. Асоціації тут практично відсутні. Щодо фінансування, то на відміну від, наприклад, Франції й Німеччини де більшість своїх коштів ННО отримують від уряду, регіональні НДО в УКраїні — від пожертв, які на Сході порівняно малі.
Отже, і громадський сектор, і партії Східної України сильно відрізняються від таких самих в іншій частині і не є на початку XXI ст. сильною опорою інтегративним державотворчим процесам у державі.

### Загальнонаціональні діячі культури і науки, які походять з регіону
Східна Україна багата видатними людьми, творчий доробок яких має загальнонаціональне або й вселюдське значення. Назвімо хоча б декого з донеччан. Іван Дзюба (з Ясинуватої) — письменник, громадський і політичний діяч, академік НАН України, Микита Шаповал (з с. Сріблянка Бахмутського району) — видатний просвітитель, педагог, Вадим Писарєв (Донецьк) — видатний артист світової слави, хореограф, менеджер, педагог, Євген Халдей (з Донецька) — великий майстер фотографії, фотолітописець Другої світової війни, Леонід Биков (з с. Знаменське (нині Черкаське) Слов'янського району) — видатний актор і режисер, Анатолій Солов'яненко (з Донецька), Олександр Ханжонков (м. Ханжонкове) — перший представник вітчизняного кіно-кіновиробництва, Володимир Сосюра — письменник, Дебальцеве та багато інших. Без сумніву популяризація їх творчості, висвітлення їх громадянської позиції, ставлення до загальнонаціональних цінностей сприяє і сприятиме державотворчому процесу, інтеграційним процесам. Сьогодні треба більше інформації про видатних людей, якими Донбас і вся Україна може пишатися.

## Економіка
Промисловий Схід України найсуттєвішим чином впливає на долю країни саме через економічний фактор. На Донеччині — в серці Донбасу — створюється 11,7 % ВВП України. Тут станом на 2006 р. діяло 822 промислових підприємства, зосереджено більшу частину видобутку вугілля країни. Проживало 4686,4 тис.чол. (93 % — у містах). Кількість населення регіону скорочується з темпом 1 % на рік (темпи до Російсько-Української війни на Донбасі). При території 4,4 % від території України і 9,9 % населення України на Донеччині було до 2012 р. розташовано 11,2 % основних фондів, 21,2 % промислового виробництва держави, Донбас давав 21,5 % експорту, 9,5 % інвестицій у основний капітал (станом на 2003 р.).
Разом з тим, Донбас — старопромисловий індустріальний регіон з суттєво зношеними основними фондами, кризовою вугільною промисловістю, застарілими коксохімічними та металургійними виробництвами. Ряд шахт, будучи неліквідними підприємствами, водночас є містотворчими і їхнє закриття може призвести до соціального вибуху. Це — велика проблема для держави, масштаби якої може й більші, ніж проблеми аналогічних регіонів — Руру в Німеччині, Сілезії в Польщі, Піттсбургу у США тощо.
Зрозуміло, що велика питома вага Донбасу як у промисловості, так і населенні країни зумовила формування тут сильної регіональної еліти, претензії якої весь час зростали.